# Station Ćmielów
Station Ćmielów is een spoorwegstation in de Poolse plaats Ćmielów.